# Toraille
Toraille es una localidad de Santa Lucía que forma parte del distrito de Soufrière.